# Władysław Szafer

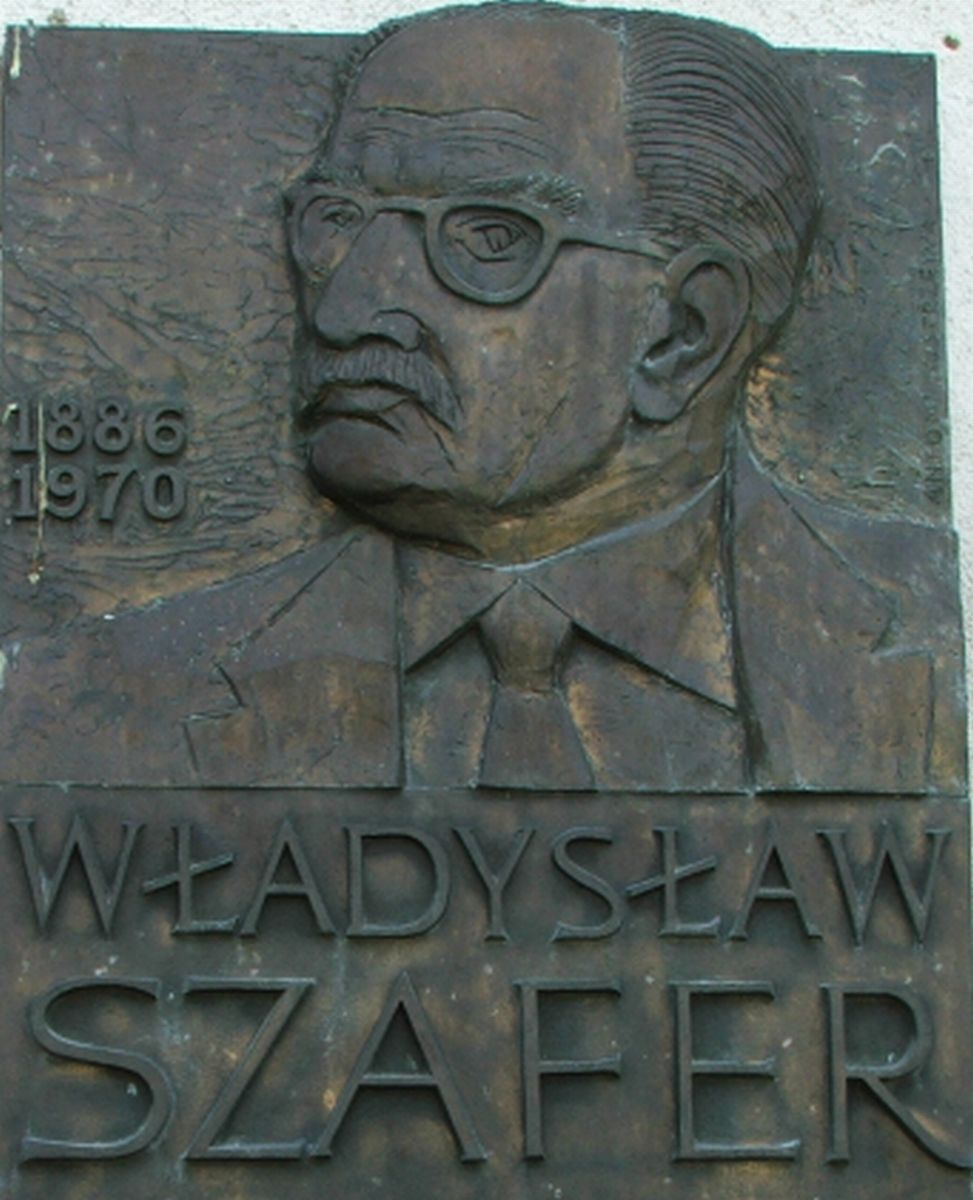
Władysław Szafer Gedenktafel

Władysław Szafer (* 23. Juli 1886 in Sosnowiec, Polen; † 16. November 1970 in Krakau) war ein polnischer Botaniker und Ökologe. Sein offizielles botanisches Autorenkürzel lautet „Szafer“.

## Leben
Szafer studierte zunächst Botanik an der Universität Wien und anschließend an der Universität Lemberg. Ab 1917 war er Professor an der Jagiellonen-Universität in Krakau. Von 1936 bis 1938 war er Präsident an dieser Universität. 1962 wurde er zum Ehrendoktor ernannt.
Szafer war ein Botaniker mit einem sehr breiten Forschungsspektrum. Schwerpunkte lagen dabei in der Paläobotanik, der Pflanzengeographie, der Floristik und den Umweltwissenschaften.

## Mitgliedschaften und Ehrungen
- 1955 Mitglied der Deutschen Akademie der Naturforscher Leopoldina.[1]
- Mitglied der Dänischen Akademie der Wissenschaften
- Mitglied der Royal Society of Edinburgh[2]
- Mitglied des International Committee of National Parks
- 1962 erhielt er die Albrecht-Penck-Medaille.
- 1973 Ehrendoktor der Maria-Curie-Skłodowska-Universität in Lublin[3]
- Seit 1980 sind auf King George Island im Archipel der Südlichen Shetlandinseln in der Antarktis der Professor-Gletscher, der Szafer Ridge und mittelbar auch der Szafer-Eisfall nach ihm benannt.

## Schriften
- 1914 Czosnek wołyński w Gołogórach. Warszawa : Societas Scientiarum Varsoviensis.
- 1915 Anatomische Studien über Javanische Pilzgallen. Cracovie : Akad. Umiejętności.
- 1924 Rośliny polskie. Lwów ; Warszawa : Ksiażnica-Atlas.
- 1925 U progu sahary : wrażenia z wycieczki do Tunisu odbytej na wiosnę 1924-go roku. Cieszyn : Nakładem Księgarni "Kresy".
- 1928 Objasnienie geobotanicznej mapy Sokalszczyzny oraz zapiski florystyczne z tego obszaru.
- 1928 Das Hochmoor "Na Czerwonen" bei Nowy Targ.
- 1928 Guide for the excursion to the valley of the river Pradnik.
- 1928 Die Diluvialflora in Ludników bei Kraków.
- 1929 Element górski we florze nizu polskiego = The mountain element in the flora of the Polish plain.
- 1929 Parki narodowew Polsce = National parks in Poland.
- 1932 The beech and the beechforets in Poland.Bern.
- 1933 Flora plejstoceńska w Jarosławiu. Kraków.
- 1935 Flora polska. Kraków : Polska Akademja Umiejętności.
- 1935 Dwuliscienne wolnoplatkowe.
- 1935 Pleistocenskie jezioro pod Jaslem.
- 1935 Las i step na zachodniem Podolu = The forest and the steppe in West Podolia.
- 1935 The significance of isopollen lines for the investigation of the geographical distribution of trees in the post-glacial period.
- 1938 Eine pliozäne Flora in Krościenko am Dunajec.
- 1947 Flora pliocenska z Kroscienka N/Dunajcem.
- 1948 Chromosome pairing and fertility in a new synthetic Triticum spelta.
- 1953 Rosliny Polskie.
- 1954 Czwartorzęd w nowym ujęciu.
- 1957 The Genus Sphaerotheca Kirchheimer in the Lower Pliocene of the Carpatian Mountains.
- 1958 Chronione w Polsce gatunki roślin.
- 1959 Szata roslinna Polski.
- 1959 Swietokrzyski Park Narodowy.
- 1961 Miocenska flora ze Starych Gliwic na Slasku = Miocenovaja flora iz Starych Glivic v Verchnej Silezii = Miocene flora from Stare Gliwice in Upper Silesia.
- 1962 Tatrzański Park Narodowy / praca zbiorowa pod.
- 1962 Tatrzański Park Narodowy.
- 1964 The decline of tertiary plants before the maximal glaciation of the West Carpathians.
- 1964 Zarys historii botaniki w Krakowie na tle szesciu wieków Uniwersytetu Jagiellonskiego.
- 1964 Ogólna geografia roslin.
- 1965 Ochrona przyrody i jej zasobów.
- 1966 The vegetation of Poland.
- 1966 La Société botanique de Pologne dédie ce volume à son membre d'honneur le Professeur docteur.
- 1966 Dziesięć tysięy lat historii lasu w Tatrach.
- 1969 Kwiaty i zwierzęta : zarys ekologii kwiatów.
- 1972 Szata roslinna Polski.
- 1973 Protection of man's natural environment.
- 1975 General plant geography. Warszawa.